# 戈尔萨拉
戈尔萨拉（Ghorsala），是印度西孟加拉邦Murshidabad县的一个城镇。总人口6252（2001年）。

## 人口
该地2001年总人口6252人，其中男性3147人，女性3105人；0—6岁人口1167人，其中男622人，女545人；识字率50.42%，其中男性为56.47%，女性为44.28%。